# 小行星3347
小行星3347（英語：3347 Konstantin）是一颗围绕太阳公转的小行星。1975年11月2日，塔瑪拉·米哈伊洛夫那·斯米爾諾娃在克里米亚发现了此天体。
这颗小行星的绝对星等为221.0788530774806等。